# Acrossus longepilosus
Acrossus longepilosus är en skalbaggsart som beskrevs av Schmidt 1911. Acrossus longepilosus ingår i släktet Acrossus och familjen Aphodiidae. Inga underarter finns listade i Catalogue of Life.